# Скаленско езеро
Скаленското езеро (до 29 юни 1942 г. Каябашко блато, след това до неизвестно кога Свято блато) е тектонско езеро в северния склон на Стидовска планина (част от Източна Стара планина), източно от Мокренския проход и западно от село Скала.
Езерото е образувано в палеогенски седиментни скали, на 473 m н.в. Площта му е 0,53 km2, като размерите му са 1050 m дължина и 535 m ширина. Подхранва се с води от река Луда Камчия, които се докарват чрез подземен водопровод. През 1971 г. покрай източния и южния му бряг са земно насипни стени, които увеличават площта и обема и повишават нивото му. В южния му край има изтичало, от където тръгва напоителен канал, чрез който се напояват около 0,26 km2 обработваеми земи в Сунгурларското поле. Част от водите му се използват и за промишлено водоснабдяване.
Западно от него са три по малки езера: Средното (Малкото) Скаленско езеро (превърнато в язовир), Крайното Скаленско езеро (към 2014 г. блато) и езерото Куругьол, превърнато в язовир. В езерото се лови прекрасна бяла риба, едър костур и шаран.
Източно от него са Малкоскаленските езера – Локвата (Скаленска Локва), което е най-източното и Най-малкото Скаленско езерце, които са 2 малки пресъхващи езерца и 2 почти пресъхнали малки блата – Чубренското (Скаленското) блато и Малкото Чубренско (Скаленско) блато. В ез. Локвата са открити газови прояви. То се намира на 3 km от с. Славянци. До ез. Куругьол е малкото езерце Северен Куругьол, а на 2 км западно от него е Мокренското блато. Най-източно (североизточно) от езерата е Балабанчевото езеро.